# Херман Льовенскьолд
Барон Херман Северин Льовенскьолд (на норвежки: Herman Severin Løvenskiold) (30 юли 1815 г. – 5 декември 1870 г.) е норвежки композитор, най-известен с музиката към балета „Силфида“ в хореографията на Август Бурнонвил от 1836 г. в Датския кралския балет в Копенхаген.

## Биография
Льовенскьолд е роден в норвежки аристократичен род. През 1829 г. семейството му се мести в Дания, където Льовенскьолд учи музика при композитора Петер Кросинг. По-късно продължава образованието си във Виена, Лайпциг и Санкт Петербург. След завръщането си в Дания композира музиката към редица драматични произведения в Датския кралски театър. От 1851 г. е органист в църквата в замъка Кристианборг в центъра на Копенхаген, която е посещавана от членове на датското кралско семейство.

## Известни творби
- Силфида, балет, 1836 г.;
- Новата Пенелопе, балет, 1847 г.;
- Турандот, опера, 1854 г.;
- Fra skoven ved Furesø, концертна увертюра, 1863 г. (оп. 29);
- Квартет за пиано във фа минор, оп. 26[5].